# Шапка

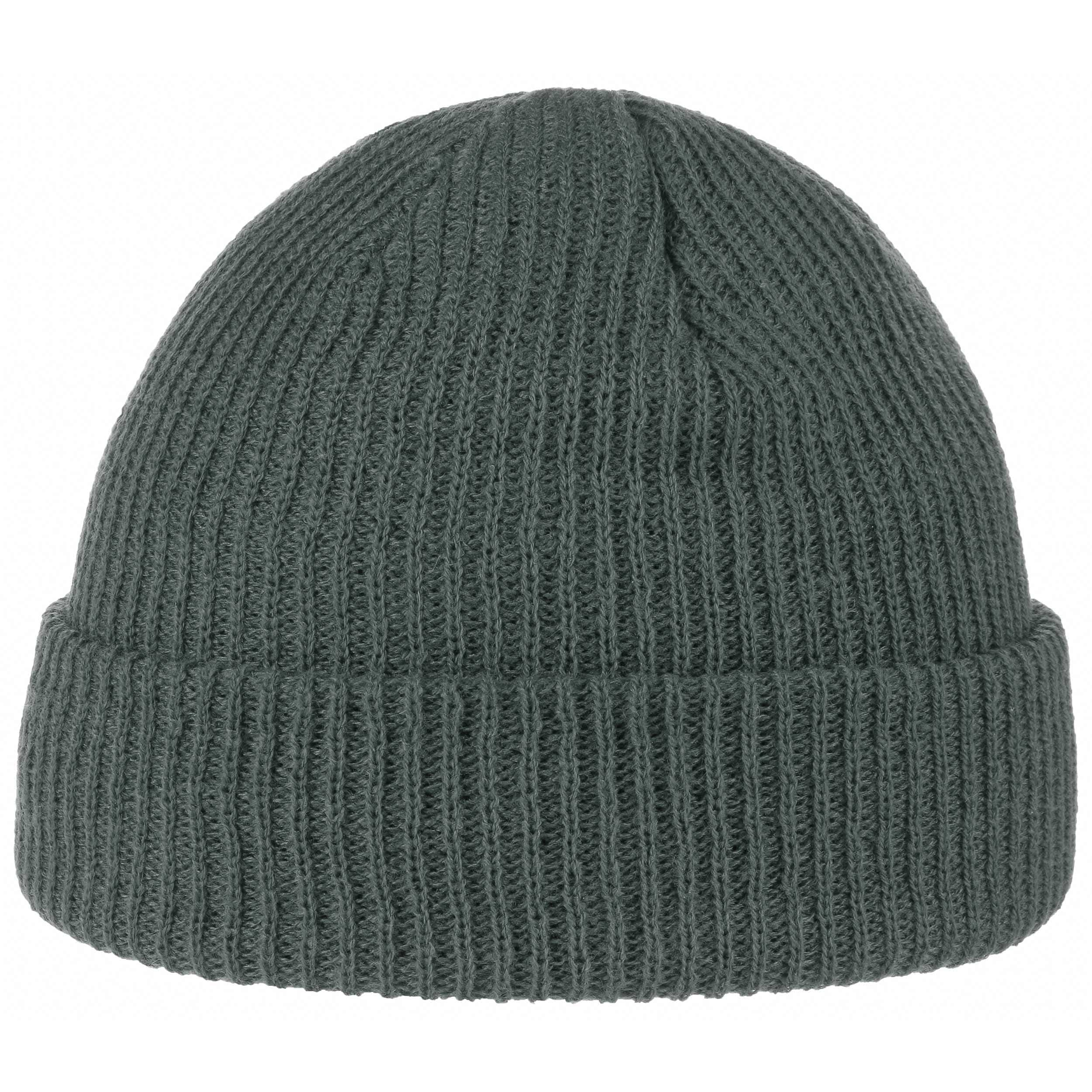
Вязаная шапка-бини

Ша́пка (фр. chape — «крышка», «колпак», от лат. cappa) — в русском языке общее название для разных видов головных уборов, особенно мягких или теплых; в отличие от шляпы, у шапки нет полей.
ГОСТ 17037-85 («Изделия швейные и трикотажные») определяют шапку как трикотажный головной убор, плотно облегающий голову.
Исторически шапкой назывался определённый вид традиционного головного убора русского национального костюма. Со временем понятие «шапка» стало применяться к самым разным видам головных уборов. Так, «Военная энциклопедия» 1911 года определяет шапку, как любой головной убор за исключением шляп, киверов и касок.
Слово «шапка» вошло в международный лексикон в значении «круглый головной убор из меха», как правило, с этим названием ассоциируется шапка-ушанка.
Для военных и военизированных профессий шапка является обязательным элементом форменной одежды.
По словарю Даля ремесленник-изготовитель шапок, назывался шапочник.

## История
Шапка как предмет головного убора известна издревле. Верхняя часть Збручского идола, датируемого примерно X веком, оформлена в виде округлой шапки с меховой опушкой.
В XVIII веке в Швеции две противоборствующие политические партии носили названия «Шляпы» и «Шапки» (шапка считалась символом свободы).

### В России

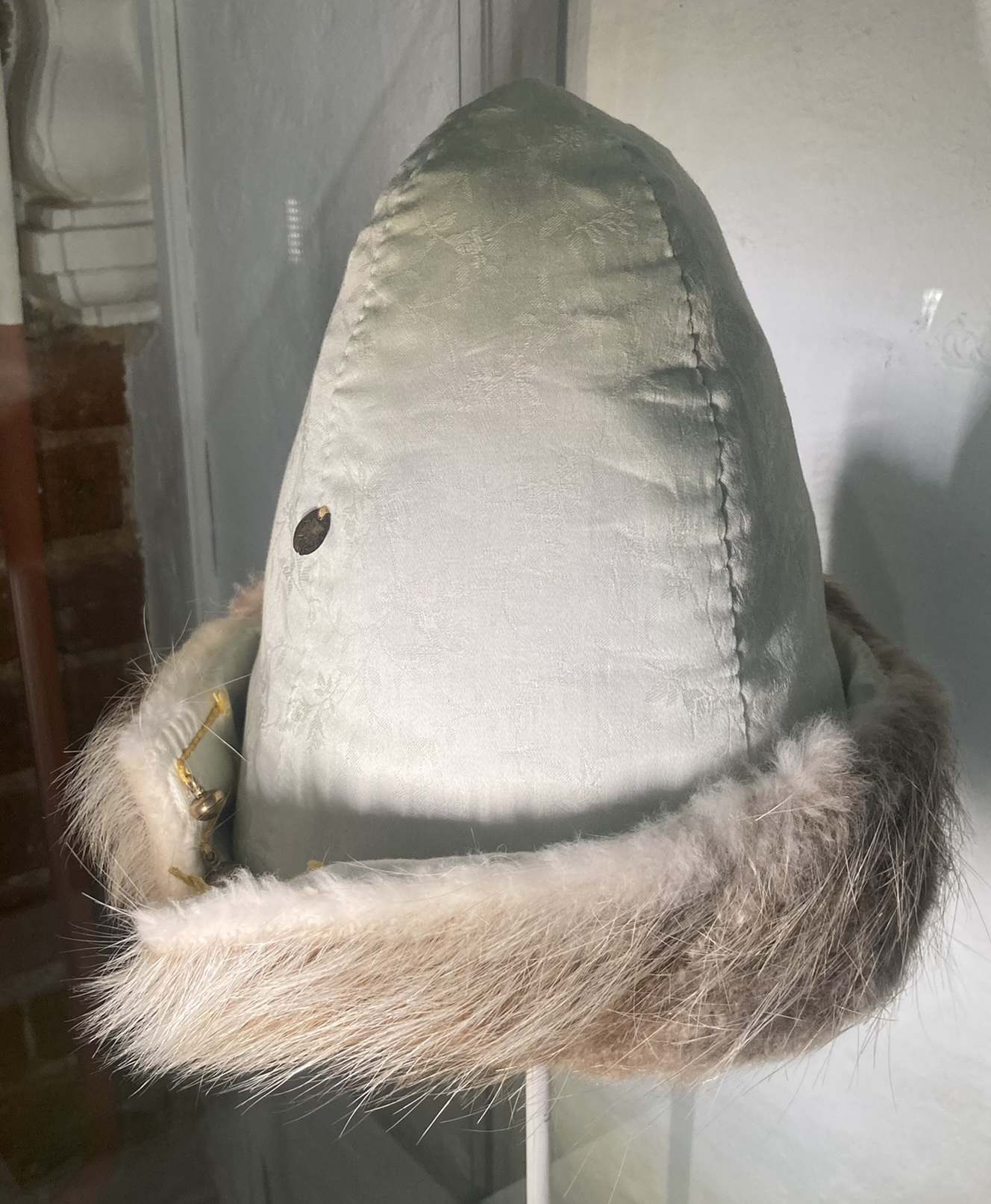
Реконструкция стрелецкой шапки XVII века с наградной копейкой, музей «Стрелецкие палаты» (Москвы)

Шапка как вид головного убора был издревле известен на Руси (вышеописанный Збручский идол найден на территории древнерусского языческого святилища). Округлые шапки (предположительно, из восьми клиньев) являются одним из древнейших головных уборов. 
Слово «шапка» было, по-видимому, заимствовано русским языком из старофранцузского - через немецкий, либо же напрямую в XI—XII веках.
В дошедших до нас письменных источниках шапка впервые упоминается в Духовной грамоте Ивана Калиты 1327—1328 годов; однако здесь подразумевается не обычный головной убор, а один из символов великокняжеской власти («шапка золотая»). После венчания на царство Ивана IV символом уже царской власти становится шапка Мономаха.
Долгое время шапка оставалась головным убором знатных слоев населения; меховые или суконные с меховой опушкой шапки носили поверх платка женщины знатного происхождения; размер парадных боярских горлатных шапок соответствовал знатности и богатству боярского рода. Для женской меховой шапки с высоким круглым верхом и круглой меховой опушкой до сих пор сохранилось название «боярочка». В XIII—XVII веках наиболее распространенной среди всех слоев населения разновидностью шапки (в современном понимании термина) был колпак. Колпаки вязали или шили из самых разных видов ткани и украшали нашиванием пуговиц, меховых оторочек и др., они использовались и как спальные, и как домашние, и как уличные и даже парадные уборы. У зажиточного населения были распространены мурмолки, а в качестве домашних шапочек — тафья или скуфья; при парадных выходах шапки надевались одна за другой — сначала тафья, сверху — колпак, а на колпак — горлатная шапка.
Шапка (в узком значении этого слова) состояла из круглой, иногда конусообразной тульи высотой около 7 вершков и круглого мехового околыша высотой около двух вершков. Вершина тульи иногда заламывалась на бок. В околыше передней части шапки (а иногда и в задней) делали разрез, который назывался «прореха». Такие головные уборы можно видеть на изображениях, начиная с X века; в частности, такие шапки видны на изображениях семейства князя Святослава в Изборнике Святослава. Шапка является типичным головным убором при изображении князей, бояр, а затем и простого народа на протяжении многих веков, вплоть до полного упразднения традиционного русского костюма. В некоторых местах, например у донских казаков, шапка в своем первоначальном виде сохранялась и в XIX веке. По-видимому, название «шапка» сначала было расширено на любые головные убор с меховым околышем или меховой опушкой (в частности, горлатная шапка может рассматриваться как шапка, у которой меховой околыш по высоте равен тулье), а затем было расширено и на такие отличные от шапки в первоначальном значении головные уборы, как клобук и треух.

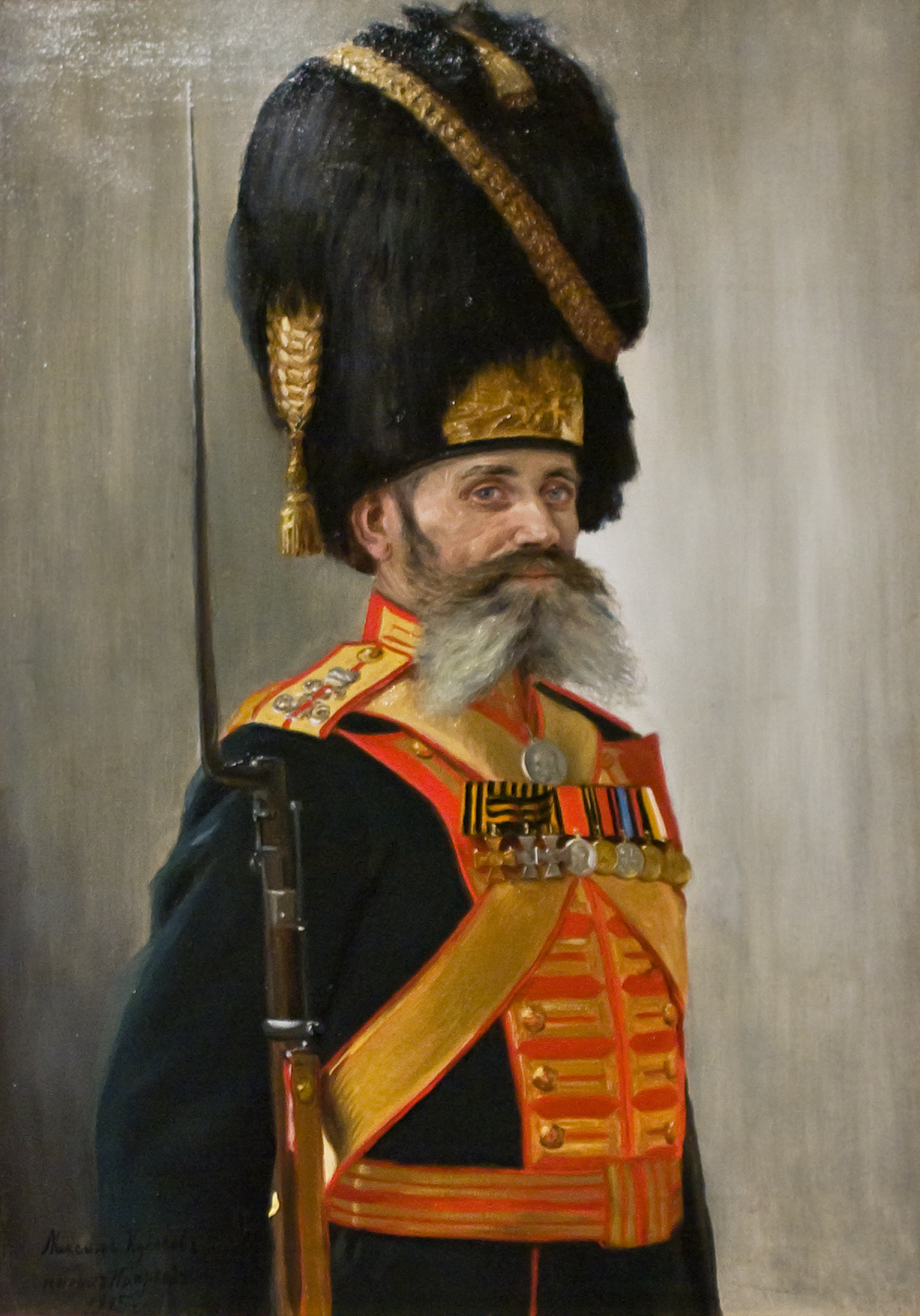
Портрет рядового Роты дворцовых гренадер

Со временем шапка, как элемент повседневной одежды для мужчин и женщин, особенно зимней, стала широко распространена во всех слоях общества Руси и соседних территорий. Так, к XVIII веку на территории Великого княжества Литовского среди белорусской шляхты, мещан и земян самым распространенным головным убором была меховая шапка с матерчатым верхом. Самыми распространенными зимними мужскими головными уборами в России были шапки-ушанки — меховые, кожаные или суконные шапки с отворотами, закрывающими уши, и шапки-треухи с двумя опускающимися наушниками и отворотом, закрывающим затылок. Однако несмотря на распространенность шапки как общепринятого головного убора, и в советское время разные виды шапок соответствовали разным социальным слоям; так, каракулевые «шапки-пирожки», ондатровые или бобровые ушанки были принадлежностью мужчин номенклатурной сферы и руководителей советской торговли.
Головной убор, преимущественно шапка, — важный элемент форменной одежды военных; по деталям фасона и оформления в большинстве случаев можно безошибочно определить эпоху, страну, род войск, иногда — статус. В Русской императорской армии к шапкам относились все виды головных уборов, не являющихся касками, киверами или шляпами; однако, название «ерихонская шапка» закрепилось за особым видом шлема (см. Шапки ерихонские русских царей). Среди многих разновидностей форменных шапок — просуществовавшие более двух веков гренадерские шапки, уланские шапки, фуражные шапки, меховые шапки: шапка роты дворцовых гренадер, барашковая шапка, гусарская, и др.
Особой разновидностью армейской форменной шапки является просуществовавшая до XXI века папаха — высокая шапка с мехом наружу. Папахи с коротким и качественным каракулевым мехом предназначались для военных рангом не ниже полковника; помимо них существовали казачьи папахи с длинным и мохнатым мехом.

## Известные церемониальные шапки

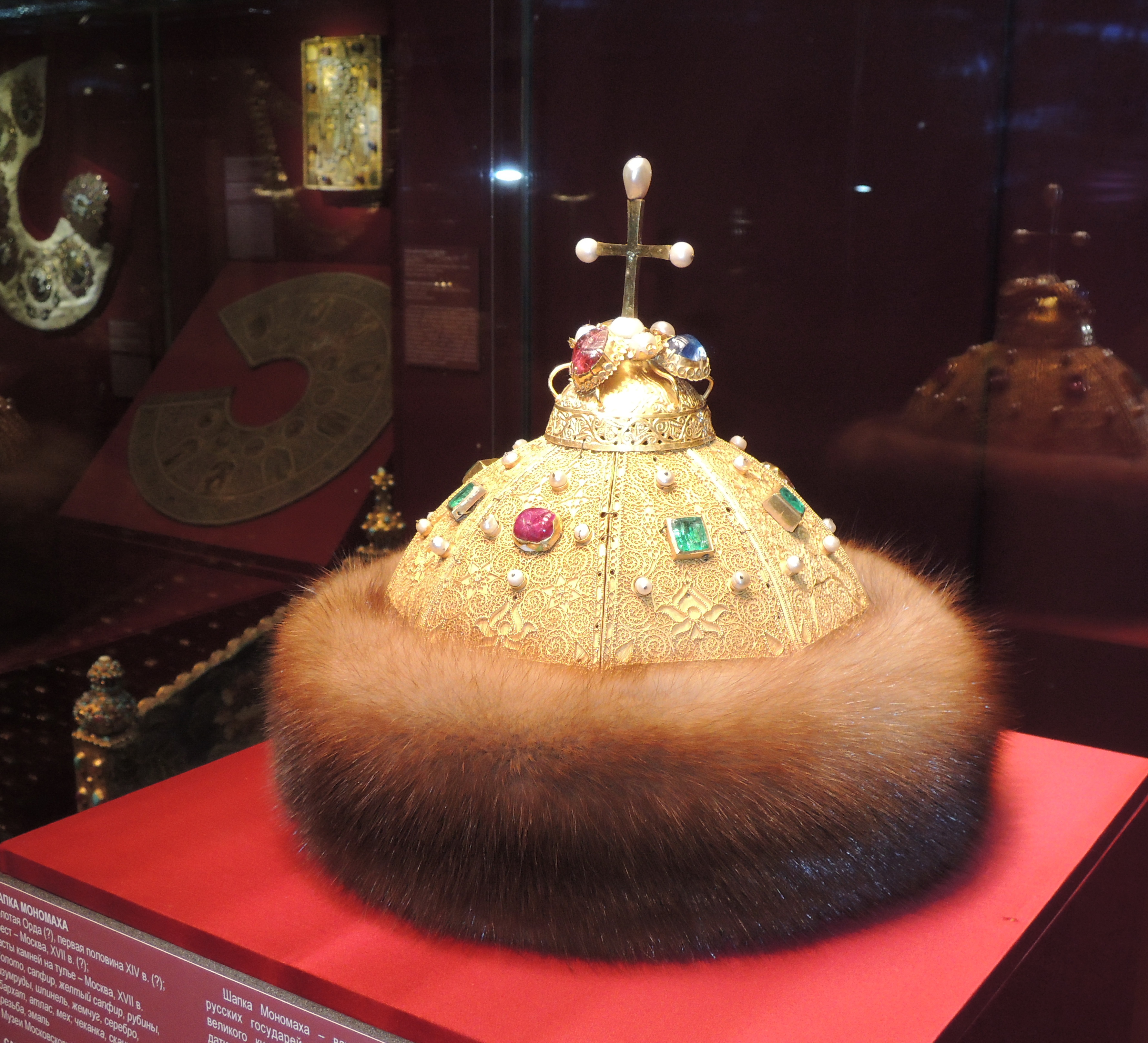
Шапка Мономаха

Особые шапки-короны были одним из символов великокняжеской, а затем царской власти. При создании ставшей традиционной формы «Шапки Мономаха», к форме старорусской княжеской шапки была добавлена соболья опушка, а сверху — крест, отсутствовавший на старых княжеских шапках.
Шапки Русского царства представляют собой царские регалии, они входили в Большой наряд русских царей и в настоящее время хранятся в Оружейной палате Московского Кремля.
- Шапка Мономаха
- Шапка Казанская
- Шапка алтабасная

## Разновидности шапок
| Фото | Название              | Описание |
| ---- | --------------------- | --- |
|      | Ушанка                | Меховая шапка с лопастями, прикрывающими уши, один из символов России                                                |
|      | Формовка              | Меховая шапка, по форме напоминающая ушанку, у которой «уши» и «козырек» не отворачивались                           |
|      | Кушма (кучма, кэчула) | Барашковая меховая шапка, предмет традиционного костюма стран Восточной Европы (Украина, Молдавия, Венгрия, Румыния) |
|      | Горлатная шапка       | Высокая шапка цилиндрической формы, бытовавшая среди московского боярства в XVI—XVII вв.                             |
|      | Колпак                | Шапка цилиндрической или конусовидной, сужающейся формы, предмет традиционного костюма Евразии                       |
|      | Папаха                | Меховая шапка цилиндрической формы, обычно с тканым донцем, предмет традиционного костюма Кавказа и Средней Азии     |
|      | Малахай, тымак, тумак | Шапка с лопастями, прикрывающими уши, предмет традиционного костюма тюркских и монгольских народов                   |
|      | Мурмолка              | Русская шапка с меховой опушкой, высокой, суживающейся кверху тульей, и с отворотами (либо же без них)               |
|      | Кольбак               | Цилиндрическая меховая со шлыком наподобие кивера, предмет военной формы XVIII—XIX вв.                               |
|      | Монмутская шапка      | Вязаная шапка, головной убор английских моряков XV—XVIII вв.                                                         |
|      | Гренадёрка            | Высокий головной убор цилиндрической формы, элемент обмундирования гренадёров в XVIII в.                             |